# Лобос (Галапагос)
Лобос (исп. Isla Lobos — волк, Isla Foche) — необитаемый остров в Тихом океане, площадью 6,6 гектаров (0,066 км²), входящий в архипелаг Галапагос. Административно принадлежит провинции Галапагос южноамериканского государства Эквадор. Отделён от гораздо большего острова Сан-Кристобаль узким проливом, к востоку от рифа Шиавони (Arrecife Schiavoni) и в 10 километрах к северо-западу от города Пуэрто-Бакерисо-Морено. Там встречаются, как следует из названия, колонии волков (исп. lobos), а также фрегаты и голубоногая олуша.